# Ringmetall
Die Ringmetall SE ist ein deutsches Unternehmen mit Hauptsitz in München. Ringmetall ist ein Hersteller von Fassspannringen, die für die Verschlüsse von Kunststofffässern benötigt werden. 
Nach eigenen Angaben ist das Unternehmen Weltmarktführer mit einem Weltmarktanteil von rund 70 % bei diesen Verschlusseinheiten. Weiterhin werden Deckelscheiben und Innenhüllen für Fässer sowie Spezialanbauten für Flurförderzeuge und landwirtschaftliche Nutzfahrzeuge gefertigt.

## Geschichte
Das Unternehmen wurde 1997 als H.P.I. Holding AG gegründet und fungierte als Beteiligungsgesellschaft. Durch verschiedene Übernahmen stieg H.P.I. in die Fertigung von Industrieverpackungen ein. Seit 2007 wurden die Aktien der H.P.I. Holding im Freiverkehr der Deutschen Börse gehandelt. Ein Wechsel in den Entry Standard folgte 2012. Es folgten mehrere Aufkäufe von nationalen Marktführern in der Spannringherstellung, darunter in der Türkei, in Italien und in den USA. Im Jahr 2015 wurde eine Umfirmierung zur Ringmetall AG vollzogen. Seit 2018 ist die Aktie der Gesellschaft Teil des General Standard und im CDAX gelistet.